# 服部保正 (源兵衛)
服部 保正（はっとり やすまさ、大永4年（1524年） - 元亀3年12月22日（1573年1月25日））は戦国時代の武将。通称源兵衛。

## 概要
服部保長の長男で徳川家康に仕えた。元亀3年（1572年）12月22日、三方ヶ原の戦いにおいて49歳で討死した。法名浄音。高野山へ葬られた 。江戸の菩提寺は四谷舟町の西迎寺。
子に服部保成（甚太郎）がいる。